# Egyiptom fővárosai

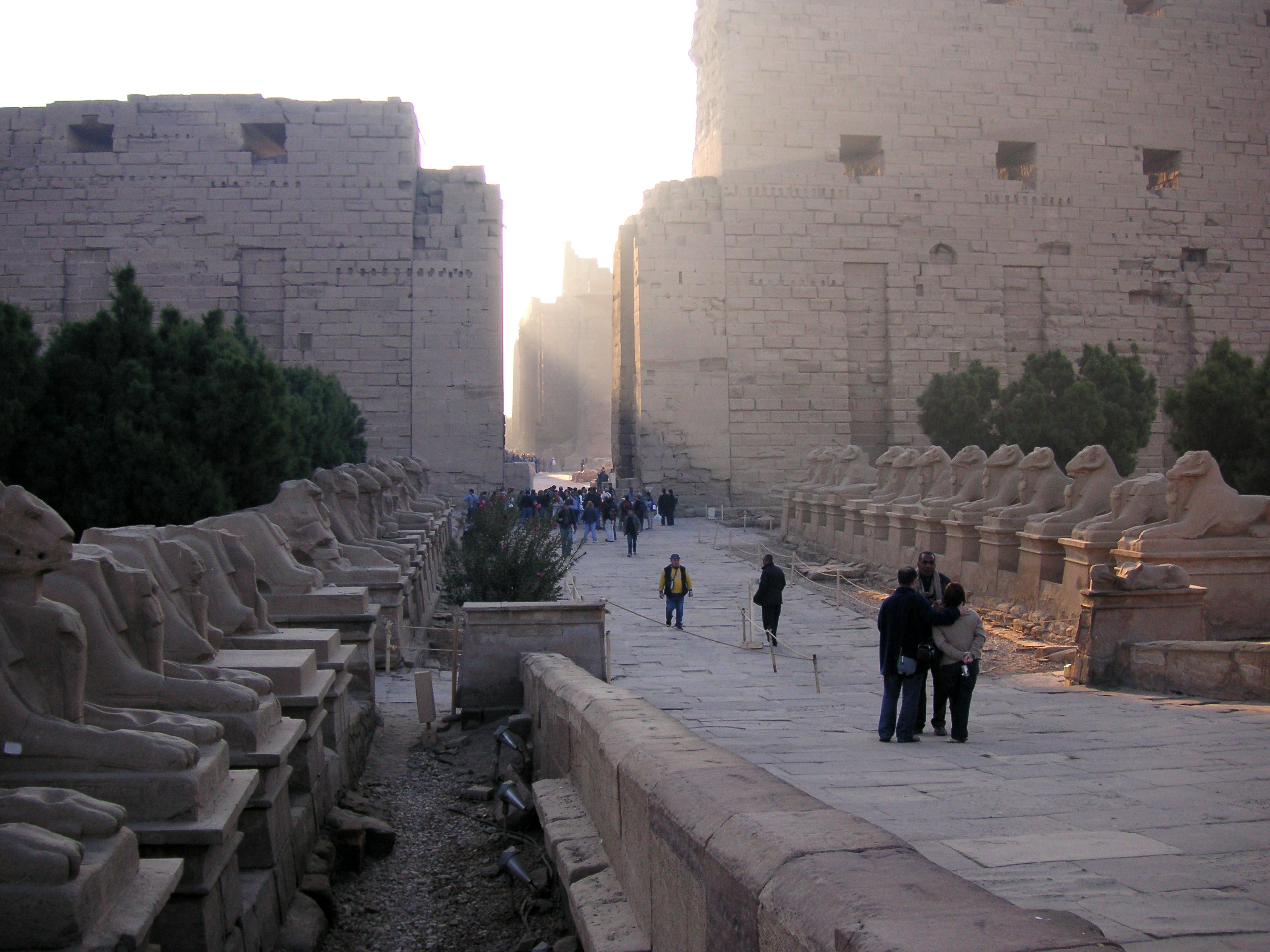
Egyiptom régi és mostani ragyogása: a karnaki templom, a világörökség része…

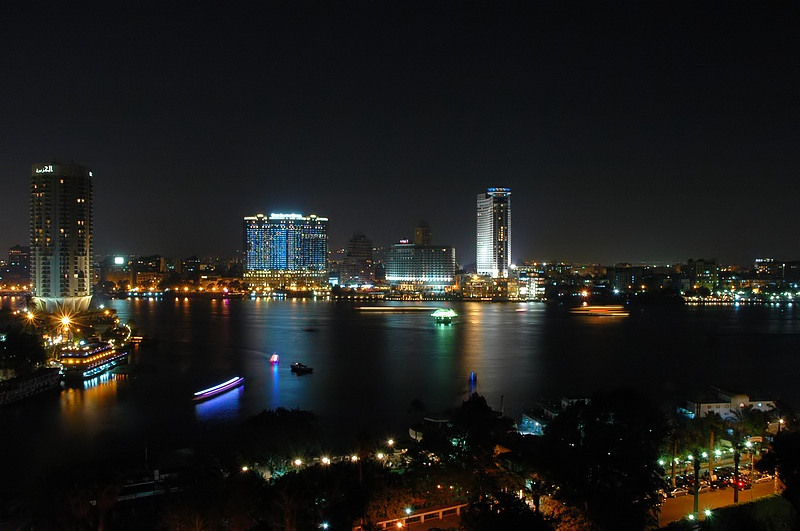
…és a modern Kairó

Az ókori, középkori és modern Egyiptom fővárosai időrendben.
Az Alexandria előtti fővárosok mára elpusztultak, régészeti lelőhelyként fontosak. A Kairó előtti három fővárost a növekvő Kairó bekebelezte.
| Mai név                   | Óegyiptomi név | Mettől meddig főváros       | Megjegyzés                                         |
| ------------------------- | -------------- | --------------------------- | -------------------------------------------------- |
| Thinisz                   | Tjeni          | i. e. 2950 előtt            | Az egyesített ország első fővárosa                 |
| Memphisz                  | Mennefer       | i. e. 2950–2180             | I., II., III., IV., V., VI., VII., VIII. dinasztia |
| Hérakleopolisz Magna      | Hut-Neni-Niszu | i. e. 2180–2060             | IX.–X. dinasztia                                   |
| Théba (Luxor)             | Uaszet         | i. e. 2135–1985             | XI. dinasztia                                      |
| Itj-taui                  | Itj-taui       | i. e. 1985–~1700            | XII.–XIII. dinasztia                               |
| Avarisz                   | Hut-Waret      | i. e. 1715–1580             | XIV.–XV. dinasztia                                 |
| Théba                     | Uaszet         | i. e. 1700–1353             | XIII., XVI, XVII, XVIII. dinasztia                 |
| El-Amarna                 | Ahet-Aton      | i. e. 1353–1332             | XVIII. dinasztia, Ehnaton uralma alatt             |
| Memphisz                  | Mennefer       | i. e. 1332–1279             | XVIII.–XIX. dinasztia                              |
| Tell ed-Dabaa             | Per-Ramszesz   | i. e. 1279–1078             | XIX.–XX. dinasztia                                 |
| Tanisz                    | Dzsanet        | i. e. 1078–945              | XXI. dinasztia                                     |
| Bubasztisz                | Per-Baszt      | i. e. 945–715               | XXII. dinasztia                                    |
| Leontopolisz              | Taremu         | i. e. 818–715               | XXIII. dinasztia                                   |
| Szaisz                    | Zau            | i. e. 725–715               | XXIV. dinasztia                                    |
| Memphisz                  | Mennefer       | i. e. 715–664               | XXV. dinasztia                                     |
| Szaisz                    | Zau            | i. e. 664–525 i. e. 404–399 | XXVI. dinasztia XXVIII. dinasztia                  |
| Mendész                   | Dzsedet        | i. e. 399–380               | XXIX. dinasztia                                    |
| Szebennütosz              | Teb-netjer     | i. e. 380–343               | XXX. dinasztia                                     |
| Alexandria                | Ra-qediet      | i. e. 332–i. sz. 641        | görög-római kor                                    |
| Fusztát                   | –              | 641–750                     | ma Kairó óvárosának része                          |
| Al-Aszkar                 | –              | 750–868                     | ma Kairó óvárosának része                          |
| Al-Quatta’i               | –              | 868–905                     | ma Kairó óvárosának része                          |
| Fusztát                   | –              | 905–972                     |                                                    |
| Kairó                     | –              | 972–jelenleg                |                                                    |
| Új adminisztratív főváros | –              | ?                           | Építés alatt álló jövőbeli főváros                 |

## Fordítás
- Ez a szócikk részben vagy egészben  a   List of historical capitals of Egypt című angol Wikipédia-szócikk ezen változatának fordításán alapul.  Az eredeti cikk szerkesztőit annak laptörténete sorolja fel. Ez a jelzés csupán a megfogalmazás eredetét és a szerzői jogokat jelzi, nem szolgál a cikkben szereplő információk forrásmegjelöléseként.